# Phytobiini
Tribu
Les Phytobiini sont une tribu d'insectes coléoptères de la famille des Curculionidae.

## Classification
La tribu Phytobiiini a été créée en 1848 par le zoologiste allemand Johannes von Nepomuk Franz Xaver Gistel (1809-1873),.

## Liste des genres

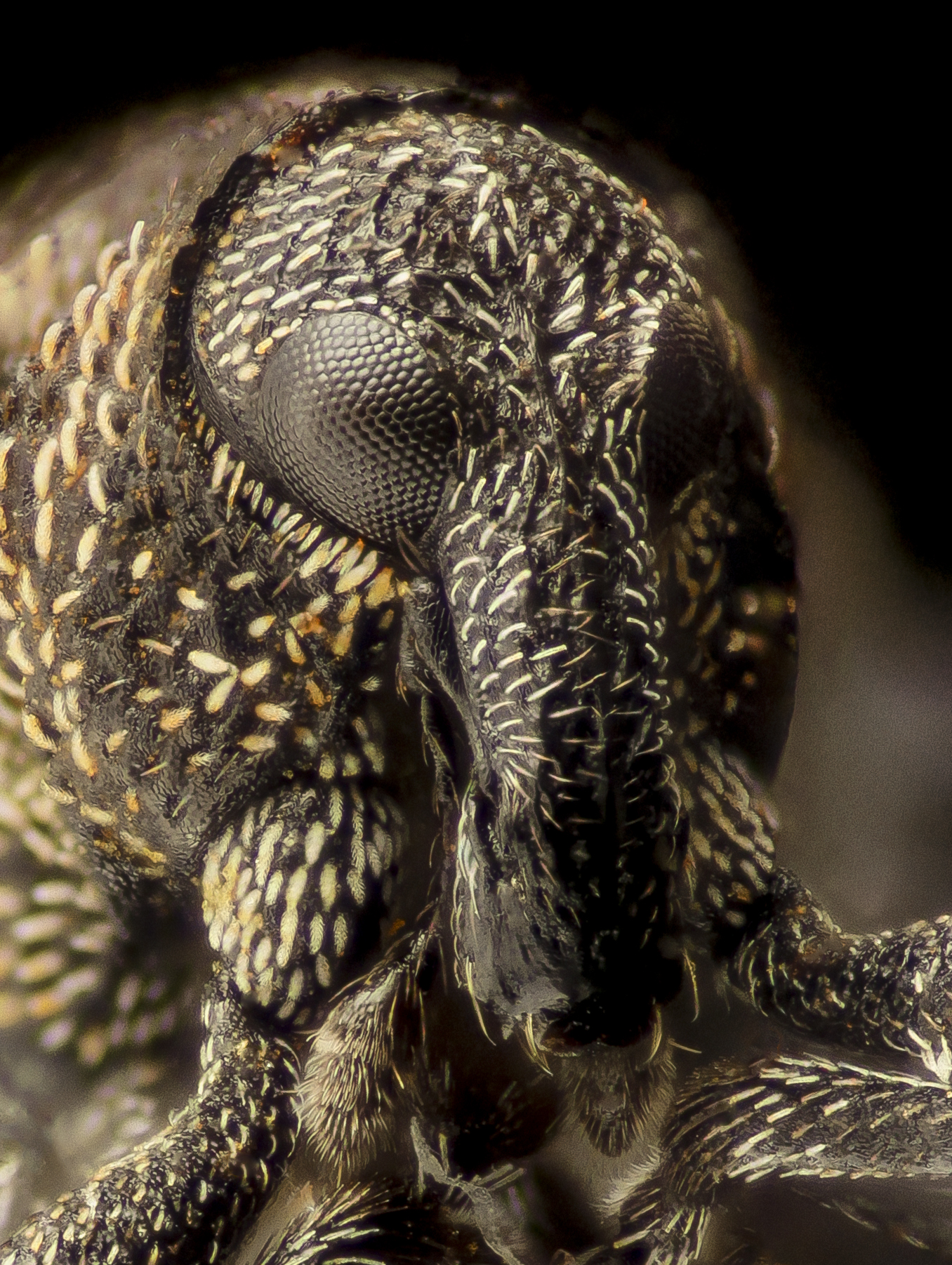
Rhinoncomimus latipes.

Il y a neuf genres et environ dix-huit espèces référencées dans ce genre.
- Eubrychius Thomson, 1859
- Euhrychiopsis Dietz, 1896 i g b
- Marmaropus Schönherr, 1837
- Neophytobius Wagner, 1936 i c g b
- Parenthis Dietz, 1896 i g b
- Pelenomus C.G.Thomson, 1859 c g b
- Phytobius Schönherr, 1833 i c g b
- Rhinoncomimus Wagner, 1940 c g b
- Rhinoncus Schönherr, 1825 i c g b

Data sources: i = ITIS, c = Catalogue of Life, g = GBIF, b = Bugguide.net,,,,

### Publication originale
- (la) Johannes Gistel, « Faunula monacensis cantharologica », Isis von Oken, Allemagne, vol. 1848,‎ 1848 (ISSN 2568-0013). .